# Dyskinezy
Dyskinezy – nieskoordynowane i niezależne od woli ruchy kończyn lub całego ciała, wyginanie i prężenie, mimowolne ruchy warg, wysuwanie i chowanie języka. Dyskinezy dzieli się na wczesne i późne.